# Amphinema calcariformis
Amphinema calcariformis is een hydroïdpoliep uit de familie Pandeidae. De poliep komt uit het geslacht Amphinema. Amphinema calcariformis werd in 2009 voor het eerst wetenschappelijk beschreven door Xu, Huang & Guo. 